# Vizcondado de Caparacena
El vizcondado de Caparacena es un título nobiliario español creado por el rey Felipe IV en 1627 a favor de Antonio Álvarez de Bohorques y Girón. Su nombre hace referencia a la localidad de Caparacena, en el municipio granadino de Atarfe.

## Vizcondes de Caparacena
|                                  | Titular                                                        | Periodo                |
| Creación por Felipe IV           | Creación por Felipe IV                                         | Creación por Felipe IV |
| -------------------------------- | -------------------------------------------------------------- | ---------------------- |
| I                                | Antonio Álvarez de Bohorques y Girón                           | 1627-1640              |
| Rehabilitación por Juan Carlos I |                                                                |                        |
| II                               | Mauricio Álvarez de las Asturias Bohorques y Silva             | 1989-1999              |
| III                              | Mauricio Álvarez de las Asturias Bohorques y Álvarez de Toledo | 1999-hoy               |

## Historia de los vizcondes de Caparacena
- Antonio Álvarez de Bohorques y Girón I (Granada 1574-Madrid, 1640),[2] I vizconde de Caparacena y I marqués de los Trujillos. Era hijo de Alonso Núñez de Bohorques, natural de Villamartín (Sevilla), catedrático de la Universidad de Salamanca y oidor de la Real Chancillería de Granada, y de Francisca Deza Girón, natural de Granada.[3]

Casó con su prima hermana, Juana Jiménez de Góngora, hija de Alonso Jiménez de Góngora y Beatriz Ponce de León. Su único heredero fue su hijo de su relación extramatrimonial con su amante y parienta, Jerónima de Benavides, hija de Cristóbal de Benavides y María de Benavides, hija de los IV condes de Santisteban del Puerto, que le sucedió en el título del marquesado de los Trujillos mientras que los parientes de su esposa, los Góngora, después de un acuerdo, se quedaron con el vizcondado de Caparacena al que cambiaron el nombre al de Puebla de los Infantes en 1654. Un descendiente suyo, Mauricio Álvarez de las Asturias-Bohorques y Silva, rehabilitó el título del vizcondado de Caparacena y fue el segundo titular.
- Mauricio Álvarez de las Asturias Bohorques y Silva, II vizconde de Caparacena[4] y VI duque de Gor, grande de España,[5] hijo de Mauricio Álvarez de las Asturias Bohorques y Goyeneche, V duque de Gor, y de su esposa Beatriz de Silva Mitjans.[5]

Casó el 24 de junio de 1958 con Isabel Álvarez de Toledo y Urquijo, hija de Alonso Álvarez de Toledo y Cabeza de Vaca, XI marqués de Villanueva de Valdueza, XI vizconde de la Armería; le sucedió en 1999 por cesión en vida, su hijo:
- Mauricio Álvarez de las Asturias Bohorques y Álvarez de Toledo, III y actual vizconde de Caparacena[6]